# Покемон! Я выбираю тебя!
«Покемон! Я выбираю тебя!» (яп. ポケモン！きみにきめた！ Покэмон! Кими ни кимэта!) — пилотный эпизод оригинального аниме-сериала «Покемон». Впервые показан в Японии 1 апреля 1997 года, в США — 8 сентября 1998 года.

## Сюжет
Эпизод начинается с заставки из игр Pokémon Red и Blue для Game Boy. Сцена приобретает цвет и объём, показывая дерущихся на арене лиги Покемонов Нидорино и Генгара. После того как Нидорино поддаётся гипнотической атаке Генгара, тренер Нидорино отзывает этого покемона и выпускает Оникса. Всё это по телевизору смотрит молодой, но энергичный, целеустремлённый, преисполненный энтузиазмом и решимостью мальчик Эш Кетчум из городка Алабастия. Эшу исполняется 10 лет, и он получает право стать тренером покемонов. Своего первого покемона Эш должен получить у профессора Оука, самого известного мирового авторитета в изучении покемонов. Начинающим тренерам профессор Оук даёт одного из трёх покемонов на выбор: Сквиртла, Бульбазавра или Чармандера. Эш возбуждён предстоящей встречей с профессором и беспокойно спит ночью, видя сны, в которых выбирает себе первого покемона. Ночью он случайно разбивает будильник и просыпает время раздачи покемонов начинающим тренерам.
К тому моменту, как Эш добрался до лаборатории, у профессора Оука остался только один покемон — Пикачу. Эш не нравится покемону, и тот несколько раз бьёт его и окружающих током. Кроме покемона профессор выдаёт Эшу Покедекс — карманный компьютер-энциклопедию о покемонах. Вместе с Пикачу Эш отправляется в путешествие. Покемон не слушается своего тренера и отказывается возвращаться в покебол. Пытаясь поймать дикого покемона Пиджи самостоятельно, Эш случайно разозлил стаю диких Спироу, которые напали на него и Пикачу.
Пытаясь убежать от них, Эш с Пикачу прыгают с обрыва в озеро и попадаются на удочку к девочке по имени Мисти. Она видит состояние Пикачу и указывает Эшу направление к центру покемонов, где можно его вылечить. Увидев приближающихся Спироу, Эш угоняет велосипед девочки, обещая когда-нибудь его вернуть. Начинается гроза, идёт дождь, и на небе появляются молнии. Спироу настигают Эша, и тот падает с велосипеда. Эш закрывает Пикачу от Спироу своим телом, желая его защитить. Удивлённый самоотверженностью Эша, Пикачу проникается к нему доверием и атакует Спироу ударом молнии. Придя в себя, Эш и Пикачу видят, как сквозь радугу пролетает странный покемон-птица, о котором нет данных в Покедексе. Вместе Эш и Пикачу отправляются в сторону города Вертания.

## Производство
«Покемон! Я выбираю тебя!» — первый эпизод аниме «Покемон», показанный в Японии. Сценарий был написан Сёдзи Ёнэмурой и поставлен Масамицу Хидакой. Создатели сериала решили сосредоточить повествование на конкретном персонаже. Изначально первым покемоном Эша планировалось сделать Клефейри, однако в последний момент выбор был сделан в пользу Пикачу, так как он в сравнении с другими покемонами был относительно популярен. Также аргументом в пользу Пикачу стало то, что он может понравиться как мальчикам, так и девочкам. Эпизод был анимирован Shogakukan и нацелен на учеников начальной школы.

## Отзывы
В США эпизод был впервые показан 8 сентября 1998 года. После релиза он получил неоднозначные отзывы телевизионных критиков. Так, Эндрю Вуд из The Plane Dealer посчитал, что эпизод хорошо справился с созданием мира покемонов и был верен игре. Однако, по мнению критика, без партнёра Эш «не так уж интересен». Эндрю Тей из Mania.com считает замечательным тот факт, что в ранних эпизодах актёры дубляжа ещё не полностью вошли в свои роли. Например, голоса Эша и Джеймса намного глубже, нежели будут позже. Луи Бедиджан из GameZone посчитал, что лучшим моментом эпизода стала битва покемонов по телевизору в самом начале, вспомнив, как неповоротливые движения игровых персонажей переходят в более реалистичную битву. Бедиджан написал, что немногие основанные на игровых вселенных аниме могут похвастаться таким хорошим сочетанием с игровыми элементами.

## Литературная адаптация и перевыпуск
Написанная Трейси Вест литературная адаптация была выпущена в июле 1999 года издательством Scholastic Corporation. Эпизод был выпущен на VHS и DVD 24 ноября 1998 года и 13 декабря 1998 года соответственно.
24 сентября 2004 года Nintendo анонсировала два релиза для Game Boy Advance Video с четырьмя «классическими» эпизодами первого сезона: «Pokémon, I Choose You!», «Here Comes the Squirtle Squad», «Beach Blank-Out Blastoise», и «Go West Young Meowth». В 2017 году в рамках перезапуска вышел полнометражный мультфильм «Покемон: Я выбираю тебя!», основанный на первом эпизоде оригинального сериала.